# 原隆二 (ボクサー)
原 隆二（はら りゅうじ、1990年7月10日 - ）は、日本の元プロボクサー。
静岡県伊東市出身。第25代日本ミニマム級王者。第16代OPBF東洋太平洋ミニマム級王者。大橋ボクシングジム所属。

## 来歴

### アマチュア時代
4人兄弟の末っ子（兄、姉2人）で10歳の時に父を癌で亡くし、焼き鳥店を営む母に女手一つで育てられた。中学2年のとき、近所のジムでボクシングを始める。高校は飛龍高校に進み、アマチュア戦績の2敗は高校1年目の時に喫したものでそれ以降は負けていない。
2年次でインターハイ優勝、台湾で開催されたジュニアトーナメントでも優勝、そして3年次には選抜大会、インターハイ、国体も合わせた高校三冠を達成。
卒業後は大学進学を断念し、合格者が114人中7人という狭き門を突破し、競馬学校に28期生として入学し騎手を目指す（同期に中井裕二、長岡禎仁など）。高卒の入学者は1993年の細江純子以来だった。
しかし、ボクシングへの情熱を捨てきれず競馬学校を8ヶ月で中退し、プロを目指して大橋ジムに入門した。

### プロ時代
2010年2月5日、アマ4冠という実績を引っさげて、ウィタヤ・シッサイトーン（タイ）とデビュー戦を行い、1回KOで下す。
2010年7月16日、新人王戦にエントリーし、準々決勝となる試合で小菅健太（全日本パブリック）に勝利し準決勝に駒を進めた。
2010年9月28日、準決勝で大平剛（花形）と対戦し3-0の判定勝利で決勝戦に進んだ。
2010年11月3日、決勝戦で安慶名健（横浜光）と対戦、この試合は互いにアマチュア時代で40戦前後の経験がありともに戦績は不敗で新人王戦の中でも特にレベルの高い試合と期待がされていた。試合は2回に原が左フックでダウンを奪うが今度は逆に安慶名が右フックを決め逆転のダウンを奪う終盤にダメージを背負い、あわやKOの場面だったがなんとかこのピンチを切り抜けるとすぐに回復し3、4回にはボディー攻めで勝利を決定づけ東日本ミニマム級新人王を獲得した。
2010年12月19日、東京・後楽園ホールで西日本新人王の伊藤秀平（真正）と全日本新人王の座を賭け対戦、アマ時代にも対戦経験がある両者の一戦は原が5回TKOで勝利し全日本ミニマム級新人王に輝いた。またこの試合が評価され2010年全日本新人王の技能賞が授与された。
2011年12月31日、神奈川県横浜市の横浜文化体育館でインドネシアのライトフライ級4位マルテン・ルモリーと48kg契約8回戦を行い2回2分28秒のTKO勝利でプロデビューから無傷の10連勝を飾った。
2012年5月5日、後楽園ホールでこの試合がデビュー戦となるカオカラット・カオラーンレックジム（タイ）と対戦し、6回2分22秒TKO勝ちを収めた。この試合当日、アップのランニング中に信号無視して車道に飛び出したところを車にはねられ頭と左腕から流血するケガを負いながら会長らに事故を隠して出場した。ケガより事故がばれて怒られる方が怖かったという。病院は試合後に行ったが、頭部に小指の爪ほどの傷が残った。

### 日本王座
2012年10月2日、三田村拓也の王座返上に伴い堀川謙一（SFマキ）と日本ミニマム級王座決定戦を行い、3-0の判定勝ちを収め王座獲得に成功した。この試合は井上尚弥デビュー戦とのダブルメインとしてTBSで深夜録画中継された。
2013年2月26日、後楽園ホールで日本ミニマム級1位の岩橋裕馬(森岡）と対戦し、2回にダウンを喫するも10回3-0（97-94、2者が95-94）の判定勝ちを収め初防衛に成功した。試合後、試合には勝利したものの1ポイント原が優勢だったと判断したジャッジが2者いたという辛勝だった為、反省を口にした。またこの試合は宮尾綾香VS秋田屋まさえの世界戦とのダブルタイトルマッチとして翌27日深夜（28日未明）にTBSで中継された。
2013年6月2日、静岡県富士市のふじさんめっせで日本ミニマム級4位の伊藤秀平と対戦し、3-0の判定勝ちを収め2年6ヵ月ぶりの再戦を制すると共に2度目の防衛に成功した。
2013年10月21日、後楽園ホールで日本ミニマム級7位の國重隆（ワタナベ）と対戦し、3回に左ストレートを浴びてダウンを許し序盤でいきなりのピンチを迎えたが中盤以降は日本王者の意地をみせつけ、試合展開を立て直し採点では3-0の判定勝ちを収め日本王座の3度目の防衛に成功した。またこの試合はフジテレビで大橋ジム主催の興行BOXINGフェニックスバトル＜SPORT PLUS＞ として11月3日に深夜録画中継された。翌22日付で日本ミニマム級王座を返上した。

### OPBF東洋太平洋王座
2014年3月30日、ふじさんめっせにて、OPBF東洋太平洋ミニマム級2位のドニー・マバオ（フィリピン）とOPBF東洋太平洋ミニマム級王座決定戦を行う予定だったが、前日計量でマバオに2.5キロの体重超過があり失格となったため、規定により原が勝てば新王者、マバオが勝てば王座は空位のままという条件で試合は行われ、やや手を焼いたものの2-0の判定勝ちを収め、日本王座に続きOPBF王座の獲得に成功、ミニマム級2冠を達成した。
2014年6月23日、後楽園ホールでインドネシア王者のファリス・ネンゴとノンタイトル10回戦を行い、3-0の判定勝ちを収めた。
2014年10月30日、後楽園ホールでOPBF東洋太平洋ミニマム級1位の田中恒成（畑中）と対戦し、プロ初黒星となる10回50秒TKO負けを喫し王座から陥落した。
2015年5月31日、ふじさんめっせでペッチナムチャイ・ソークラウォンと50kg契約8回戦を行い、2回1分56秒KO勝ちを収め再起を果たした。
2015年9月27日、大阪府立体育会館でIBF世界ミニマム級王者の高山勝成と対戦し、8回1分20秒TKO負けを喫し王座獲得に失敗した。

## 戦績
- アマチュアボクシング：38戦36勝(16KO・RSC)2敗
- プロボクシング：25戦23勝(14KO)2敗

| 戦           | 日付           | 勝敗 | 時間     | 内容      | 対戦相手                           | 国籍                    | 備考                                    |
| ------------ | -------------- | ---- | -------- | --------- | ---------------------------------- | ----------------------- | --------------------------------------- |
| 1            | 2010年2月5日   | ☆    | 1R 2:41  | KO        | ウィタヤ・シッサイトーン           | タイ                    | プロデビュー戦                          |
| 2            | 2010年7月16日  | ☆    | 1R 2:53  | KO        | 小菅健太                           | 日本 (全日本P)          |                                         |
| 3            | 2010年9月28日  | ☆    | 4R       | 判定(3-0) | 大平剛                             | 日本 (花形)             |                                         |
| 4            | 2010年11月3日  | ☆    | 4R       | 判定(3-0) | 安慶名健                           | 日本 (横浜光)           | 第67回東日本ミニマム級新人王決勝/獲得   |
| 5            | 2010年12月19日 | ☆    | 5R 1:40  | TKO       | 伊藤秀平                           | 日本 (真正)             | 第57回全日本ミニマム級新人王決勝/獲得   |
| 6            | 2011年2月3日   | ☆    | 4R 1:28  | TKO       | ニュークリア・ソー・タナピンヨー   | タイ                    |                                         |
| 7            | 2011年4月2日   | ☆    | 1R 1:20  | KO        | ヨーッチンチャイ・シッゴンナパー   | タイ                    |                                         |
| 8            | 2011年7月11日  | ☆    | 6R 1:28  | TKO       | 石井博                             | 日本 (レイS)            |                                         |
| 9            | 2011年10月24日 | ☆    | 2R 2:52  | TKO       | アティワトレック・チャイヨンジム   | タイ                    |                                         |
| 10           | 2011年12月31日 | ☆    | 2R 2:28  | KO        | マルテン・ルモリー                 | インドネシア            |                                         |
| 11           | 2012年4月1日   | ☆    | 2R 0:39  | KO        | ヨクトーン・ゴーキャットジム       | タイ                    |                                         |
| 12           | 2012年5月5日   | ☆    | 6R 2:22  | TKO       | カオカラット・カオラーンレックジム | タイ                    |                                         |
| 13           | 2012年10月2日  | ☆    | 10R      | 判定(3-0) | 堀川謙一                           | 日本 (SFマキ)           | 日本ミニマム級王座決定戦/獲得           |
| 14           | 2013年2月26日  | ☆    | 10R      | 判定3-0   | 岩橋裕馬                           | 日本 (森岡)             | 日本王座防衛1                           |
| 15           | 2013年6月2日   | ☆    | 10R      | 判定3-0   | 伊藤秀平                           | 日本 (真正)             | 日本王座防衛2                           |
| 16           | 2013年10月21日 | ☆    | 10R      | 判定3-0   | 國重隆                             | 日本 (ワタナベ)         | 日本王座防衛3                           |
| 17           | 2014年3月30日  | ☆    | 12R      | 判定2-0   | ドニー・マバオ                     | フィリピン              | OPBF東洋太平洋ミニマム級王座決定戦/獲得 |
| 18           | 2014年6月23日  | ☆    | 10R      | 判定3-0   | ファリス・ネンゴ                   | インドネシア            |                                         |
| 19           | 2014年10月30日 | ★    | 10R 0:50 | TKO       | 田中恒成                           | 日本 (畑中)             | OPBF王座陥落                            |
| 20           | 2015年5月31日  | ☆    | 2R 1:56  | TKO       | ペッチナムチャイ・ソークラウォン   | タイ                    |                                         |
| 21           | 2015年9月27日  | ★    | 8R 1:20  | TKO       | 高山勝成                           | 日本 (仲里)             | IBF世界ミニマム級タイトルマッチ         |
| 22           | 2016年4月10日  | ☆    | 3R 0:24  | TKO       | 大前貴史                           | 日本 (中日)             |                                         |
| 23           | 2016年12月30日 | ☆    | 8R       | 判定(3-0) | 山本浩也                           | 日本 (全日本パブリック) |                                         |
| 24           | 2017年3月27日  | ☆    | 6R 1:52  | TKO       | 金沢晃佑                           | 日本 (大鵬)             |                                         |
| 25           | 2017年10月2日  | ☆    | 2R 1:37  | TKO       | シーニー・ウォラチナ               | タイ                    |                                         |
| テンプレート |                |      |          |           |                                    |                         |                                         |

## 獲得タイトル
アマチュア
- 2007年インターハイモスキート級優勝
- 2007年台湾ジュニア国際トーナメント優勝
- 2008年選抜大会ライトフライ級優勝
- 2008年インターハイモスキート級優勝
- 2008年国民体育大会ライトフライ級優勝

プロ
- 第67回東日本ミニマム級新人王
- 第57回全日本ミニマム級新人王
- 第25代日本ミニマム級王座（防衛3＝返上）
- 第16代OPBF東洋太平洋ミニマム級王座（防衛0）